# Talo (mitología)
En la mitología griega, Talo (griego antiguo: Θαλλώ, Thallṓ, literalmente, ‘florecer’) era una de las Estaciones u Horas, presidiendo Talo sobre la época de los ‘brotes’ y su hermana Carpo sobre la de los ‘frutos’. El verbo θάλλω (thállō) significa, en contexto botánico, ‘florecer, echar brotes, verdeguear’; y, cuando se habla sobre personas, ‘alcanzar la lozanía o juventud, tener vigor, prosperar, abundar, estar feliz’. 
Pausanias dice que Carpo no es el nombre de una Cárite sino de una de las Horas. A la otra Hora los atenienses le tributan honores juntamente con Pándroso, y a la diosa la llaman Talo.  Los jóvenes atenienses, al ser admitidos como efebos, mencionaban a Talo entre otros dioses, en un juramento que prestan en el templo de Agraulo. Higino, mezclando tradiciones, cita a Talo como uno de los diez nombres con los que se mencionaban a las Horas.
La mitología griega reconoció inicialmente solo tres horas o tres estaciones: primavera, verano e invierno. Cuando surgió el otoño y el solsticio de invierno, la mitología creó dos nuevas horas, Carpo (otoño) y Talo (solsticio de invierno).